# Mats Helgesson

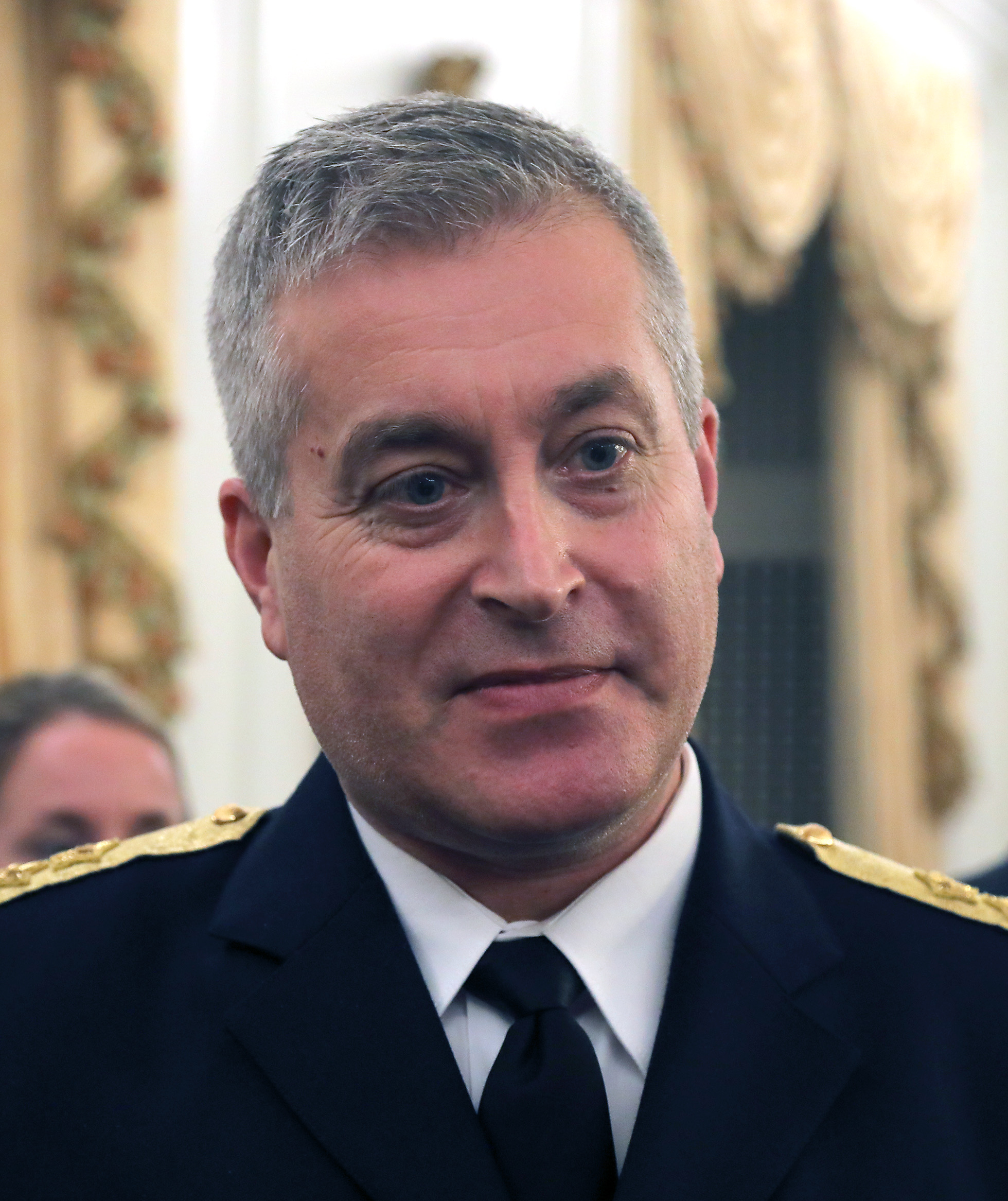
Mats Helgesson (2018)

Mats Helgesson  ist ein schwedischer Generalmajor und ehemaliger Flygvapenchef (Kommandeur der schwedischen Luftstreitkräfte).

## Leben
Mats Helgesson war in seiner militärischen Laufbahn in den Geschwadern F7 in Såtenäs und F17 in Kallinge eingesetzt und nahm als Teil des schwedischen Kontingents in Masar-e Scharif am ISAF-Einsatz in Afghanistan teil. Seit 2013 ist er Chef der Testabteilung im Försvarets Materielverk; er wurde am 1. Oktober 2015 zum Nachfolger von Micael Bydén als Befehlshaber der schwedischen Luftwaffe ernannt und zum Generalmajor befördert.
Zum 1. Oktober 2019 ging Helgesson als Reserveoffizier in den Ruhestand. Sein Nachfolger wurde Carl-Johan Edström.